# Revista del Museo Argentino de Ciencias Naturales
La Revista del Museo Argentino de Ciencias Naturales es una revista del tipo científico que pública trabajos inéditos y originales vinculados a las ciencias naturales en:
- Botánica ISSN 0376-2793;
- Ecología ISSN 0524-9481;
- Entomología ISSN 0524-949X;
- Geología ISSN 0027-3880;
- Hidrobiología ISSN 0524-9503;
- Paleontología ISSN 0524-9511;
- Parasitología ISSN 0524-952X;
- Zoología ISSN 0373-9066.[1]

Es la renovación de la antigua revista del Museo Argentino, llamada Anales del Museo Público de Buenos Aires que apareció en 1864.
La revista llega a 69 países de América, Europa, Asia, África y Oceanía gracias al contacto de la biblioteca con 850 instituciones afines y al canje por publicaciones similares.